# Mendota Heights
Mendota Heights é uma cidade localizada no estado americano de Minnesota, no Condado de Dakota.

## Demografia
Segundo o censo americano de 2000, a sua população era de 11.434 habitantes.
Em 2006, foi estimada uma população de 11.339, um decréscimo de 95 (-0.8%).

## Geografia
De acordo com o United States Census Bureau tem uma área de
26,0 km², dos quais 24,2 km² cobertos por terra e 1,8 km² cobertos por água.

## Localidades na vizinhança
O diagrama seguinte representa as localidades num raio de 8 km ao redor de Mendota Heights.